# 나리벡시티테마파크
나리벡시티테마파크는 대한민국 경기도 의정부시 금오동에 계획중인 테마파크이다.

## 같이 보기
- 나리벡시티